# Terbium(III)chloride
Terbium(III)chloride is een anorganische verbinding van terbium en chloor, met als brutoformule TbCl3. De stof komt voor als een wit kristallijn poeder, dat goed oplosbaar is in water. De hexagonale kristalstructuur is vergelijkbaar met die van yttrium(III)chloride. Terbium(III)chloride vormt ook een hexahydraat: TbCl3 · 6 H2O.

## Synthese
Terbium(III)chloride kan rechtstreeks bereid worden uit reactie van terbium met chloorgas:
{\displaystyle \mathrm {2\ Tb\ +\ 3\ Cl_{2}\ \longrightarrow 2\ TbCl_{3}} }